# Cephalodella physalis
Cephalodella physalis is een raderdiertjessoort uit de familie Notommatidae. De wetenschappelijke naam van deze soort is voor het eerst geldig gepubliceerd in 1924 door Myers.